# Poziom ciśnienia akustycznego
Poziom ciśnienia akustycznego – bezwymiarowa wielkość, przedstawiona w skali logarytmicznej, opisująca stosunek średniego kwadratu ciśnienia akustycznego do tzw. ciśnienia odniesienia. Poziom ciśnienia akustycznego pozwala na łatwe uszeregowanie sygnałów akustycznych ze względu na ich natężenia; operowanie wartościami ciśnienia byłoby kłopotliwe ze względu na dużą rozpiętość ich skali. Na przykład układ słuchowy człowieka może percypować dźwięki o wartościach od ok. 20 μPa do ok. 20 Pa. Dzięki zastosowaniu pojęcia poziomu ciśnienia akustycznego, cała dynamika słuchu może być opisana liczbami z zakresu od 0 do 120, a nie od 0,00002 do 20.
Poziom ciśnienia akustycznego zdefiniowany jest wzorem:
{\displaystyle L_{p}=10\log {\frac {\left\langle p^{2}\right\rangle }{p_{0}^{2}}}}
gdzie:
{\displaystyle \left\langle p^{2}\right\rangle } – średni kwadrat ciśnienia akustycznego,
{\displaystyle p_{0}=2\cdot 10^{-5}\;[{\text{Pa}}]} – wartość ciśnienia odniesienia.
Wartość poziomu ciśnienia akustycznego podaje się w dB SPL (od Sound Pressure Level).
Poziom ciśnienia akustycznego nie jest dobrą miarą percypowanej głośności, gdyż nie uwzględnia zmiennej czułości ucha na dźwięki o różnych wysokościach krzywych izofonicznych. Lepszym wyznacznikiem głośności jest poziom dźwięku.
Poziom ciśnienia akustycznego równy jest 0 dB, gdy średni kwadrat ciśnienia akustycznego równy jest ciśnieniu odniesienia.